# Andronico V Paleologo
Andronico V Paleologo (in greco Ανδρόνικος Ε' Παλαιολόγος?, Andronikos V Palaiologos; Costantinopoli, 1400 – Tessalonica, 1407) è stato un imperatore bizantino.

## Biografia

Bandiera della famiglia dei Paleologi.

Andronico V Paleologo fu l'unico figlio riconosciuto dell'imperatore bizantino Giovanni VII Paleologo e di Eugenia Gattilusio (poi rinominata Irene), figlia di Francesco II Gattilusio. Quando Andronico V nacque, Giovanni VII era reggente dell'impero Bizantino per conto dello zio Manuele II Paleologo, che era partito per un viaggio in Europa occidentale, in ricerca d'aiuto contro gli ottomani, che stavano assediando Costantinopoli. In data incerta, molto probabilmente successiva a quella della nomina del padre Giovanni VII a despota di Tessalonica (intorno al 1403 o 1404), Andronico V fu proclamato dal prozio Manuele II, co-imperatore.
Nonostante ciò, morì ancora bambino, ancor prima del genitore, probabilmente nel 1407. È da evidenziare che la carica imperiale di entrambi (Giovanni VII e Andronico V) era meramente simbolica e non potevano mai essere giudicabili come "co-imperatori" (ad ogni modo Giovanni VII regnò come imperatore di Bisanzio per cinque mesi del 1390, e poi come reggente di Costantinopoli dal 1399 fino al 1403).

## Ascendenza
|                                                 |                                              |                                       | Genitori                                               |  |  | Nonni |  |  | Bisnonni                                    |  |  | Trisnonni                                       |  |
|                                                 |                                              |                                       |                                                        |  |  |       |  |  | 8. Giovanni V Paleologo, basileus dei Romei |  |  | 16. Andronico III Paleologo, basileus dei Romei |  |
|                                                 |                                              |                                       |                                                        |  |  |       |  |  | 8. Giovanni V Paleologo, basileus dei Romei |  |  | 16. Andronico III Paleologo, basileus dei Romei |  |
|                                                 |                                              | 17. Anna di Savoia                    |                                                        |  |  |       |  |  | 8. Giovanni V Paleologo, basileus dei Romei |  |  |                                                 |  |
| 4. Andronico IV Paleologo, basileus dei Romei   |                                              |                                       |                                                        |  |  |       |  |  | 8. Giovanni V Paleologo, basileus dei Romei |  |  |                                                 |  |
|                                                 |                                              | 9. Elena Cantacuzena                  | 18. Giovanni VI Cantacuzeno, co-basileus dei Romei     |  |  |       |  |  |                                             |  |  |                                                 |  |
|                                                 |                                              | 9. Elena Cantacuzena                  | 18. Giovanni VI Cantacuzeno, co-basileus dei Romei     |  |  |       |  |  |                                             |  |  |                                                 |  |
|                                                 |                                              | 9. Elena Cantacuzena                  | 19. Irene Asanina                                      |  |  |       |  |  |                                             |  |  |                                                 |  |
| 2. Giovanni VII Paleologo, basileus dei Romei   |                                              | 9. Elena Cantacuzena                  |                                                        |  |  |       |  |  |                                             |  |  |                                                 |  |
|                                                 |                                              | 10. Ivan Alessandro, zar di Bulgaria  | 20. Sratsimir di Kran                                  |  |  |       |  |  |                                             |  |  |                                                 |  |
|                                                 |                                              | 10. Ivan Alessandro, zar di Bulgaria  | 20. Sratsimir di Kran                                  |  |  |       |  |  |                                             |  |  |                                                 |  |
|                                                 |                                              | 10. Ivan Alessandro, zar di Bulgaria  | 21. Keratsa Petritsa                                   |  |  |       |  |  |                                             |  |  |                                                 |  |
| 5. Keraca di Bulgaria                           |                                              | 10. Ivan Alessandro, zar di Bulgaria  |                                                        |  |  |       |  |  |                                             |  |  |                                                 |  |
|                                                 |                                              | 11. Sarah-Teodora                     | …                                                      |  |  |       |  |  |                                             |  |  |                                                 |  |
|                                                 |                                              | 11. Sarah-Teodora                     | …                                                      |  |  |       |  |  |                                             |  |  |                                                 |  |
|                                                 |                                              | 11. Sarah-Teodora                     | …                                                      |  |  |       |  |  |                                             |  |  |                                                 |  |
| 1. Andronico V Paleologo, co-basileus dei Romei |                                              | 11. Sarah-Teodora                     |                                                        |  |  |       |  |  |                                             |  |  |                                                 |  |
|                                                 | 12. Francesco I Gattilusio, signore di Lesbo | 24. N. Gattilusio                     |                                                        |  |  |       |  |  |                                             |  |  |                                                 |  |
|                                                 | 12. Francesco I Gattilusio, signore di Lesbo | 24. N. Gattilusio                     |                                                        |  |  |       |  |  |                                             |  |  |                                                 |  |
|                                                 | 12. Francesco I Gattilusio, signore di Lesbo | …                                     |                                                        |  |  |       |  |  |                                             |  |  |                                                 |  |
| 6. Francesco II Gattilusio, signore di Lesbo    | 12. Francesco I Gattilusio, signore di Lesbo |                                       |                                                        |  |  |       |  |  |                                             |  |  |                                                 |  |
|                                                 |                                              | 13. Irene Paleologa                   | 26. Andronico III Paleologo, basileus dei Romei (= 16) |  |  |       |  |  |                                             |  |  |                                                 |  |
|                                                 |                                              | 13. Irene Paleologa                   | 26. Andronico III Paleologo, basileus dei Romei (= 16) |  |  |       |  |  |                                             |  |  |                                                 |  |
|                                                 |                                              | 13. Irene Paleologa                   | 27. Anna di Savoia (= 17)                              |  |  |       |  |  |                                             |  |  |                                                 |  |
| 3. Irene Gattilusio                             |                                              | 13. Irene Paleologa                   |                                                        |  |  |       |  |  |                                             |  |  |                                                 |  |
|                                                 |                                              | 14. Dorino II Doria, signore di Loano | 28. Dorino I Doria, signore di Loano                   |  |  |       |  |  |                                             |  |  |                                                 |  |
|                                                 |                                              | 14. Dorino II Doria, signore di Loano | 28. Dorino I Doria, signore di Loano                   |  |  |       |  |  |                                             |  |  |                                                 |  |
|                                                 |                                              | 14. Dorino II Doria, signore di Loano | 29. Ginevra N.                                         |  |  |       |  |  |                                             |  |  |                                                 |  |
| 7. Valentina Doria                              |                                              | 14. Dorino II Doria, signore di Loano |                                                        |  |  |       |  |  |                                             |  |  |                                                 |  |
|                                                 |                                              | 15. Violante Doria                    | 30. Brancaleone II Doria, conte di Monteleone          |  |  |       |  |  |                                             |  |  |                                                 |  |
|                                                 |                                              | 15. Violante Doria                    | 30. Brancaleone II Doria, conte di Monteleone          |  |  |       |  |  |                                             |  |  |                                                 |  |
|                                                 |                                              | 15. Violante Doria                    | 31. Eleonora, giudicessa d'Arborea                     |  |  |       |  |  |                                             |  |  |                                                 |  |
|                                                 |                                              | 15. Violante Doria                    |                                                        |  |  |       |  |  |                                             |  |  |                                                 |  |